# Psekups
Psekups (in lingua russa Псекупс) è un centro abitato dell'Adighezia, situato nel Adygejsk (distretto urbano). La popolazione era di 890 come di 2019. Ci sono 21 strade.